# Zendaya
Zendaya Maree Stoermer Coleman (ur. 1 września 1996 w Oakland) – amerykańska aktorka, piosenkarka, tancerka, producentka filmowa i modelka.
Popularność zaczęła zdobywać dzięki występom w produkcjach Disneya, m.in. w serialach Taniec rządzi oraz K.C. Nastoletnia agentka. Wystąpiła także w filmie Król rozrywki i trylogii filmów o Spider-Manie należącej do Filmowego Uniwersum Marvela. Za rolę pierwszoplanową w serialu dramatycznym Euforia otrzymała nagrodę Primetime Emmy, stając się zarazem najmłodszą zwyciężczynią tej nagrody w historii plebiscytu.
W 2013 wydała debiutancki album studyjny, zatytułowany po prostu Zendaya, który znalazł się na 51. miejscu listy sprzedaży Billboard 200, a pochodzący z płyty singiel „Replay” dotarł do 40. miejsca na liście Bilboard Hot 100. W 2018 nagrany przez nią singiel „Rewrite the Stars” (ze ścieżki dźwiękowej do filmu Król rozrywki) dotarł do pierwszej dwudziestki na listach przebojów w Wielkiej Brytanii i Australii oraz był certyfikowany jako podwójnie platynowa bądź złota płyta w USA, Kanadzie, Wielkiej Brytanii i Australii. W 2015 została uhonorowana tytułem Barbie Shero.

## Życiorys

### Młodość
Urodziła się 1 września 1996 w Oakland, w stanie Kalifornia, jako jedyne dziecko Claire Stoermer i Kazembe Ajamu (Colemana), ma jednak pięcioro starszego przyrodniego rodzeństwa po stronie ojca. Jej matka jest pochodzenia szkocko-niemieckiego, natomiast ojciec to Afro-Amerykanin z korzeniami w Arkansas, oboje byli nauczycielami. Imię Zendaya wywodzi się od imienia Tendai oznaczającego w języku shona „w podzięce”, a pełne jej imię i nazwisko odzwierciedla rodzinną historię aktorki. 
Dorastała, trenując w programie uczniowskim i występując w California Shakespeare Theater, którego menadżerką była jej matka. Uczyła się w Oakland School for the Arts, a następnie w CalShakes Conservatory Program oraz w American Conservatory Theatre. W wieku ośmiu lat została także członkinią grupy tanecznej Future Shock Oakland, która skupiała się na tańcach hip-hop oraz hula i występowała w niej przez trzy lata. W trakcie nauki zagrała wiele ról w różnych przedstawieniach w tym w musicalach i sztukach Shakespeare’a.

### Produkcje Disneya, kariera muzyczna iTaniec z gwiazdami
Kariera Zendayi rozpoczęła się od pracy jako dziecięca modelka w kampaniach reklamowych Macy’s, Mervyns oraz Old Navy. Wystąpiła w reklamie zabawek związanych z serialem iCarly, była także drugoplanową tancerką w kampanii sklepów Sears z gwiazdą Disneya Seleną Gomez w roli głównej. W 2009 wystąpiła w teledysku, będącym coverem piosenki „Hot n Cold” Katy Perry, wydanym w ramach dziecięcej serii Kidz Bop 15. W 2010 zaczęła występować w głównej roli Raquel „Rocky” Blue w serialu Taniec rządzi (2010-2013). Jej pierwszy debiutancki singiel Swag It Out miała premierę w maju 2011. Nagrała również, razem ze swoją koleżanką z planu Bellą Thorne, piosenkę Watch Me a teledysk do niej miał premierę w czerwcu 2011 r. We wrześniu 2011 pojawiła się jej piosenka i teledysk Dig Down Deeper promujące film animowany Disneya opowiadający o przygodach wróżki – Dzwoneczka (Dzwoneczek i sekret magicznych skrzydeł).
We wrześniu 2012 podpisała kontrakt z wytwórnią Hollywood i rozpoczęła pisanie piosenek (jest współautorem części z nich) do swojego debiutanckiego albumu. W 2013, jako najmłodsza wtedy w historii uczestniczka konkursu, wzięła udział w 16. edycji amerykańskiej wersji „Tańca z gwiazdami”. Jej partnerem był Wałentyn Czmerkowski, zajęli drugie miejsce w finale. Pierwszy album studyjny artystki Zendaya został wydany 17 września 2013. Zadebiutował on na 51. miejscu Bilboard 200 a poprzedzający go, wydany w lipcu, singiel Replay dotarł do 40. miejsca Bilboard Hot 100.
W listopadzie 2013 została obsadzona w roli głównej w pilocie Disneya pt. Super Awesome Katy. W maju 2014 zamówiony został na jego podstawie serial pod zmienionym tytułem – tyt. org. K.C. Undercover (2015-2018), tyt. polski K.C. nastoletnia agentka, którego aktorka była także współproducentką. W 2017 poinformowała, że miała duży wpływ na zmianę nazwy serialu, nazwy jego głównej bohaterki, kluczowych cech jej osobowości oraz zwiększenie inkluzywności. W 2014 miała także wystąpić w filmie TV stacji Lifetime poświęconym piosenkarce R&B Aaliyah i nagrać cztery piosenki. Casting aktorki krytykowany był przez niektórych fanów w mediach społecznościowych, ze względu na rzekome niedopasowanie rasowe, a potencjalna jakość całego projektu tej stacji krytykowana była m.in. przez rodzinę tragicznie zmarłej piosenkarki. W czerwcu tamtego roku Zendaya wycofała się z produkcji. Jej miejsce zajęła Alexandra Shipp.
W marcu 2015 Timbaland potwierdził, że będzie pracować wraz z Zendayą nad jej drugim albumem w stylistyce R&B (po zmianie przez nią wytwórni z Hollywood na Republic). W listopadzie tego roku wydana została przez Hunger TV piosenka i teledysk high-fashion Close Up. W lutym 2016 pojawił się singiel Something New jednak do premiery albumu nie doszło a sama artystka wskazała później na swoje zmniejszone zainteresowanie karierą w branży muzycznej. Teledysk do tego utworu został wstrzymany w związku z kontrowersjami związanymi z wypowiedziami współwykonawcy piosenki Chrisa Browna.

### Kariera filmowa po 2016 roku

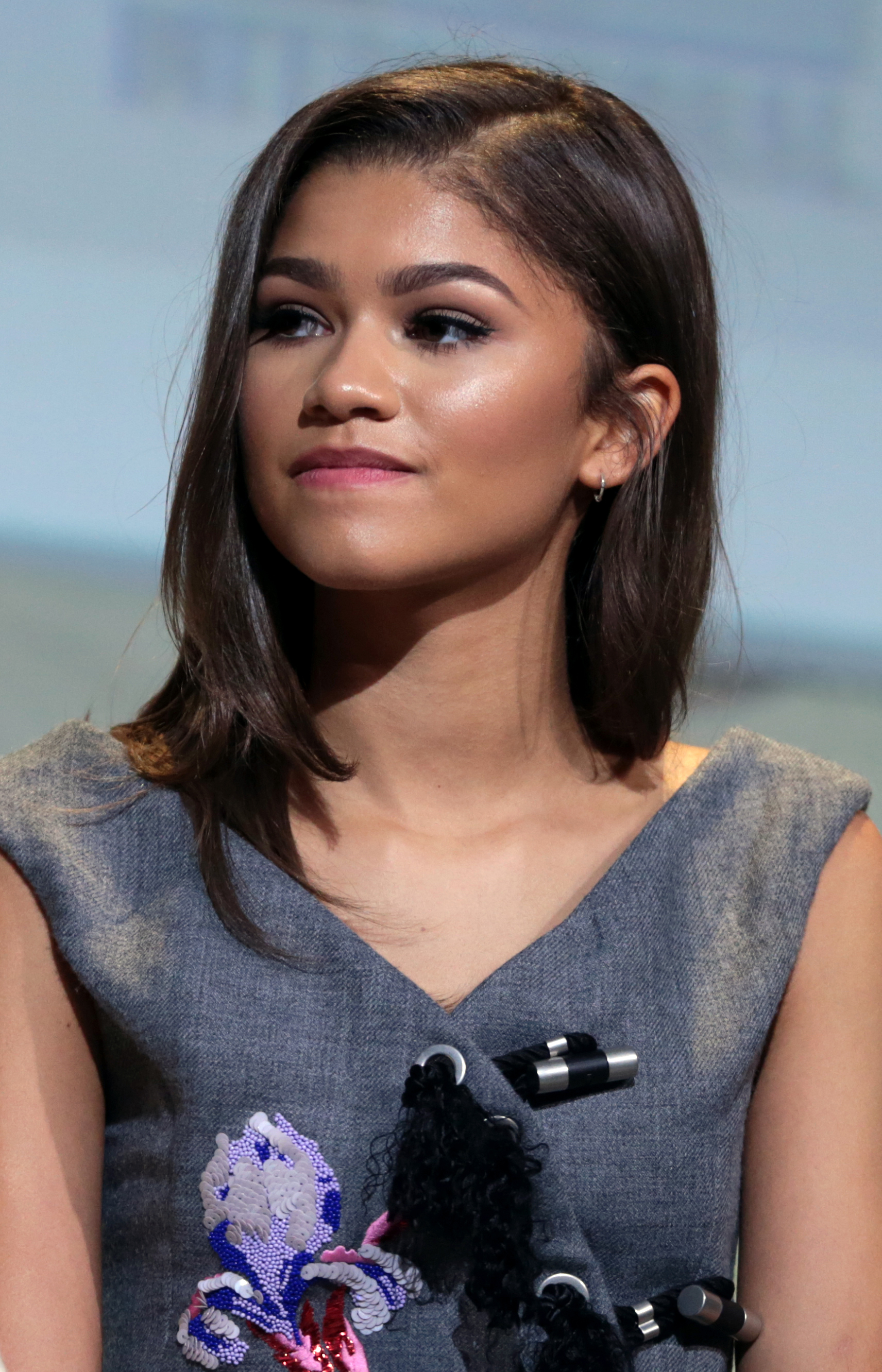
Zendaya (San Diego Comic-Con 2016)

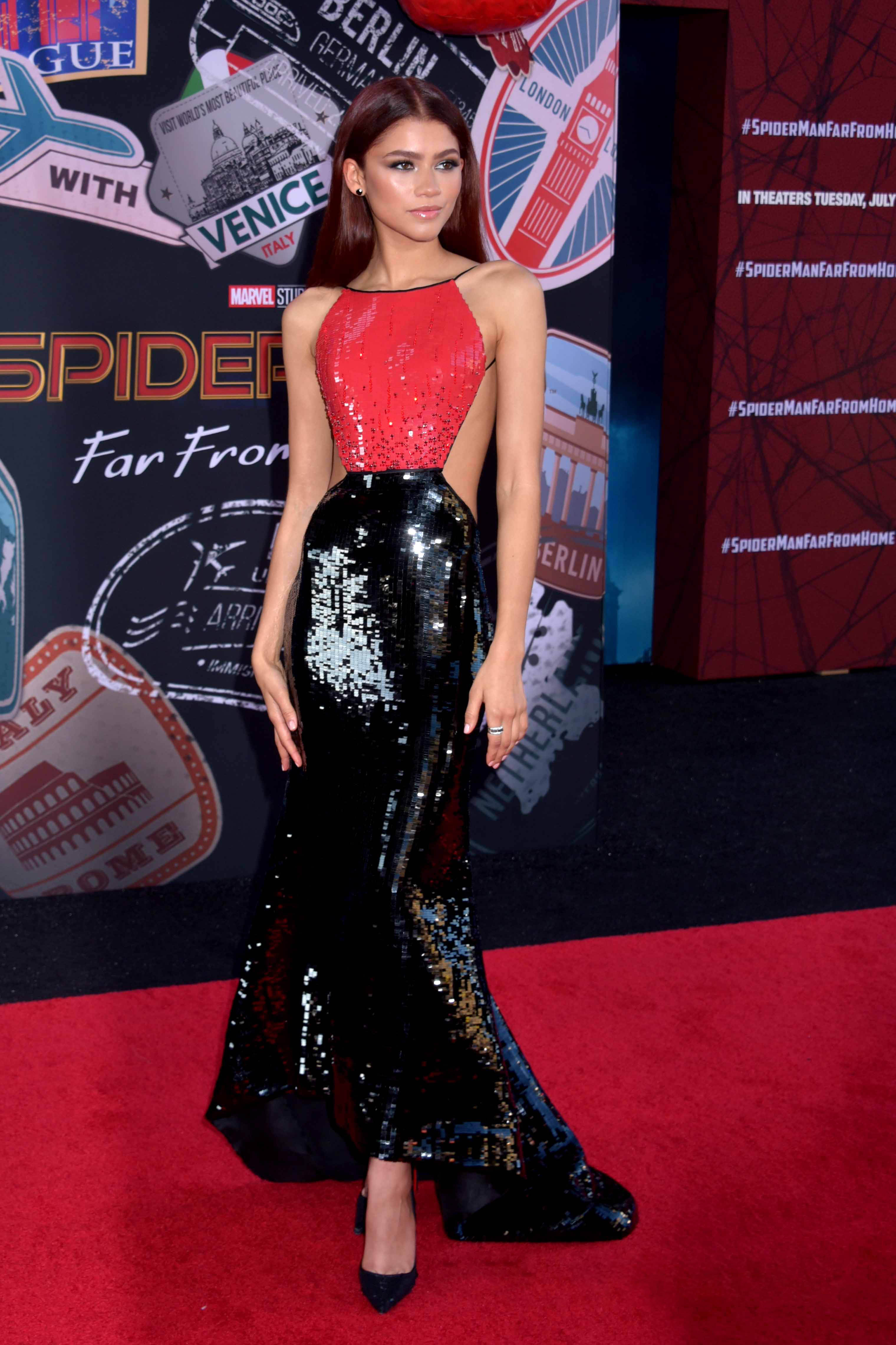
Zendaya na premierze Spider-Man: Daleko od domu (2019)

W marcu 2016 wygrała casting do drugoplanowej roli Michelle „MJ” Jones w filmie Spider-Man: Homecoming, chociaż w trakcie prób testowych nie miała żadnej wiedzy dotyczącej ewentualnej roli. W listopadzie 2016 została jedną z kobiet wyróżnionych tytułem Women of the Year magazynu „Glamour”. Film Spider-Man: Homecoming ukazał się w lipcu 2017 i odniósł sukces kasowy a występ aktorki spotkał się pozytywnym odbiorem krytyków.
W grudniu tego samego roku wystąpiła jako akrobatka i artystka występująca na trapezie w musicalu biograficznym Król rozrywki luźno opartym na historii cyrku Barnum’s American Museum P.T. Barnuma, zaśpiewała także w trzech z 12 piosenek ścieżki dźwiękowej filmu skomponowanych przez duet kompozytorski Benj Pasek i Justin Paul. Soundtrack odniósł globalny sukces i bił rekordy popularności m.in. w Wielkiej Brytanii oraz otrzymał m.in. w 2018 nagrodę Grammy (nagroda nie zalicza się dla Zendayi z racji reguły 51%). Musical otrzymał mieszane recenzje w związku ze sposobem przedstawienia historii, jednak pozytywnie odebrano grę aktorską oraz wartości produkcyjne, a film odniósł sukces kasowy.
Od 16 czerwca 2019 zaczęła występować w młodzieżowym serialu Euforia, adaptacji izraelskiego serialu pod tym samym tytułem z 2012 r., jako uzależniona od narkotyków 17-latka o imieniu Rue będąca jednocześnie narratorką serii. Jej kreacja w tym dość kontrowersyjnym, lecz docenianym przez krytyków serialu otrzymała świetne recenzje m.in. od IndieWire, The New Yorker, The Guardian czy np. także różnych polskich mediów, a następnie nominacje i nagrody, w tym nagrodę Primetime Emmy w kategorii aktorki pierwszoplanowej. Zendaya jest najmłodszą i drugą w historii ciemnoskórą laureatką tej nagrody po Violi Davis, która otrzymała ją w 2014 r. za występ w serialu Sposób na morderstwo. Jej intensywna praca u boku Colmana Domingo w nietypowym, bardzo kameralnym pandemicznym odcinku specjalnym, który ukazał się na początku grudnia 2020 spotkała się z kolejnymi, bardzo dobrymi recenzjami.
W 2019 powtórzyła także swoją, rozbudowaną tym razem rolę w filmie Spider-Man: Daleko od domu, który uzyskał świetny wynik finansowy. Za swój występ uzyskała pozytywne opinie wśród krytyków i widowni oraz następne nominacje i nagrody. W czerwcu 2020 r. Zendaya została członkiem amerykańskiej Akademii Filmowej w branży aktorskiej.
W trakcie pandemii COVID-19 zagrała w kameralnym, czarno-białym dramacie Malcolm & Marie oraz  w filmie science-fiction Diuna będącym kolejną, po wersji z 1984, adaptacją powieści SF pod tym samym tytułem oraz wystąpiła w kolejnej części franczyzy Filmowego Uniwersum Marvela.

### Inne przedsięwzięcia
Oprócz swoich Zendaya wystąpiła także gościnnie w teledyskach innych artystów, w tym m.in. Taylor Swift, Beyoncé czy Bruno Marsa.
Fanów przyciągnęła także dzięki swojej pasji do mody. Na czerwonym dywanie zmienia się jak kameleon prezentując kolejne metamorfozy, współpracuje na stałe ze stylistą Lawem Roachem. Występowała na okładkach oraz w edytorialach licznych, najbardziej renomowanych magazynów w tym w międzynarodowych edycjach Vogue. Aktorka zajmuje jedne z najwyższych pozycji lub wygrywa w profesjonalnych rankingach modowych oraz rankingach magazynów modowych. W swojej ojczyźnie współpracuje też w zakresie projektowania odzieży.
W 2012 została ambasadorką Convoy of Hope, przy okazji swoich kolejnych urodzin brała udział w kampaniach charytatywnych feedONE i Convoy’s Women’s Empowerment Initiative.
Występowała, śpiewając w reklamie Beats by Dr. Dre. Była twarzą X-Out, odzieżowej marki Madonny „Material Girl”, CoverGirl oraz „Chi Haircare”. W 2019 została twarzą Lancome, a rok później Bulgari oraz Valentino.

## Życie prywatne
Jest zaręczona z aktorem Tomem Hollandem. Mieszka w Kalifornii. Ma psa, sznaucera miniaturowego, którego nazwała Noon.
Jest wegetarianką.

## Filmografia
|  | Oczekuje na premierę |

| Rok       | Tytuł                            | Rola                  | Uwagi                                                        |
| --------- | -------------------------------- | --------------------- | ------------------------------------------------------------ |
| 2024      | Challengers                      | Tashi                 | główna rola                                                  |
| 2024      | Diuna: Część druga               | Chani                 | jedna z głównych ról                                         |
| 2021      | Spider-Man: Bez drogi do domu    | Michelle „MJ” Jones   | główna rola                                                  |
| 2021      | Diuna                            | Chani                 |                                                              |
| 2021      | Kosmiczny mecz: Nowa era         | króliczka Lola (głos) |                                                              |
| 2021      | Malcolm i Marie                  | Marie                 | również producent wykonawczy                                 |
| od 2019   | Euforia                          | Rue Bennett           | serial telewizyjny, główna rola, producent wykonawczy        |
| 2019      | Spider-Man: Daleko od domu       | Michelle „MJ” Jones   | film fabularny, rola główna                                  |
| 2019      | The OA                           | Fola                  | serial telewizyjny, 3 odcinki                                |
| 2018      | Smallfoot                        | Meechee (głos)        | film telewizyjny, rola głosowa                               |
| 2018      | Kaczki z gęsiej paczki           | Chi (głos)            | film animowany, rola głosowa                                 |
| 2017      | Król rozrywki                    | Anne Wheeler          | film fabularny, rola drugoplanowa                            |
| 2017      | Spider-Man: Homecoming           | Michelle „MJ” Jones   | film fabularny, rola drugoplanowa                            |
| 2017      | Lip Sync Battle                  | jako ona sama         | widowisko reality show, odcinek „Tom Holland vs. Zendaya”    |
| 2015-2018 | K.C. Nastoletnia agentka         | K.C. Cooper           | serial telewizyjny, główna rola, 76 odcinków, współproducent |
| 2015      | Czarno to widzę                  | Rasheida              | serial telewizyjny, 1 odcinek                                |
| 2014      | Zaplikowani                      | Zoey Stevens          | film telewizyjny, główna rola                                |
| 2013      | Super Buddies                    | Lollipop (głos)       | film telewizyjny direct-to-DVD, rola głosowa                 |
| 2012      | Nadzdolni                        | Sequoia Jones         | serial telewizyjny, 1 odcinek                                |
| 2012      | Nie-przyjaciele                  | Halley Brandon        | film telewizyjny, główna rola                                |
| 2011      | Wielkie zawody w Przystani Elfów | Fern (głos)           | film telewizyjny, rola głosowa                               |
| 2011      | Wkręty z górnej półki            | jako ona sama         | serial telewizyjny, 1 odcinek                                |
| 2011      | Powodzenia, Charlie!             | Rocky Blue            | serial telewizyjny, 1 odcinek                                |
| 2010-2013 | Taniec rządzi                    | Rocky Blue            | serial telewizyjny, główna rola, 75 odcinków                 |

## Dyskografia

### Albumy studyjne
| Rok  | Tytuł                                                         | Poz. na listach |
| Rok  | Tytuł                                                         | USA             |
| ---- | ------------------------------------------------------------- | --------------- |
| 2013 | Zendaya - Data: 17 września 2013 - Wydawca: Hollywood Records | 51              |

### Piosenki
| Rok  | Tytuł                                                        | Album                                                                                               |
| ---- | ------------------------------------------------------------ | --------------------------------------------------------------------------------------------------- |
| 2019 | All for Us (ft. Labrinth)                                    | Imagination & the Misfit Kid / użyta w: Euforia                                                     |
| 2018 | Wonderful Questions (z Channing Tatum)                       | (soundtrack) Smallfoot / Smallfoot: Original Motion Picture Soundtrack                              |
| 2018 | Wonderful Life                                               | (soundtrack) Smallfoot / Smallfoot: Original Motion Picture Soundtrack                              |
| 2017 | Rewrite the Stars (ft. Zac Efron)                            | (soundtrack) Król rozrywki / The Greatest Showman: Original Motion Picture Soundtrack               |
| 2017 | Come Alive (z Hugh Jackman, Keala Settle i Daniel Everidge)  | (soundtrack) Król rozrywki / The Greatest Showman: Original Motion Picture Soundtrack               |
| 2017 | The Greatest Show (z Hugh Jackman, Keala Settle i Zac Efron) | (soundtrack) Król rozrywki / The Greatest Showman: Original Motion Picture Soundtrack               |
| 2016 | Something New (ft. Chris Brown)                              | (planowany / niewydany 2-gi album)                                                                  |
| 2015 | Close Up (ft. Chris Brown)                                   | (planowany / niewydany 2-gi album)                                                                  |
| 2015 | Neverland                                                    | Finding Neverland: The Album (Songs From The Broadway Musical)                                      |
| 2015 | Keep It Undercover                                           | (singiel promocyjny) K.C. nastoletnia agentka                                                       |
| 2014 | Too Much                                                     | (singiel promocyjny) Zaplikowani                                                                    |
| 2013 | Replay                                                       | Zendaya                                                                                             |
| 2013 | I’m Back                                                     | (soundtrack) Taniec rządzi / Shake It Up: I Love Dance                                              |
| 2013 | Beat of My Drum                                              | (soundtrack) Taniec rządzi / Shake It Up: I Love Dance                                              |
| 2013 | This Is My Dancefloor (ft. Bella Thorne)                     | (soundtrack) Taniec rządzi / Shake It Up: I Love Dance                                              |
| 2013 | Contagious Love (ft. Bella Thorne)                           | (soundtrack) Taniec rządzi / Shake It Up: I Love Dance                                              |
| 2012 | Made in Japan (ft. Bella Thorne)                             | (soundtrack) Taniec rządzi / Shake It Up: Made In Japan                                             |
| 2012 | The Same Heart (ft. Bella Thorne)                            | (soundtrack) Taniec rządzi / Shake It Up: Made In Japan                                             |
| 2012 | Fashion Is My Kryptonite (ft. Bella Thorne)                  | (soundtrack) Taniec rządzi / Shake It Up: Made In Japan                                             |
| 2012 | Something to Dance For / TTYLXOX Mash-Up (ft. Bella Thorne)  | (soundtrack) Taniec rządzi / Shake It Up: Live 2 Dance                                              |
| 2012 | Something to Dance For                                       | (soundtrack) Taniec rządzi / Shake It Up: Live 2 Dance                                              |
| 2011 | Dig Down Deeper                                              | (soundtrack) Dzwoneczek i sekret magicznych skrzydeł / Disney Fairies: Faith, Trust, and Pixie Dust |
| 2011 | Watch me (ft. Bella Thorne)                                  | (soundtrack) Taniec rządzi / Shake It Up: Break It Down                                             |
| 2011 | Swag It Out                                                  | (singiel promocyjny)                                                                                |

## Nagrody
- Złoty Glob Najlepsza aktorka w serialu dramatycznym Serial Euforia 2023
- Nagroda Emmy Wybitna aktorka pierwszoplanowa – serial dramatyczny: 2020 Euforia
- Nagroda Satelita Najlepsza aktorka pierwszoplanowa: 2020 Euforia
- Saturn Najlepsza aktorka drugoplanowa: 2019 Spider-Man: Daleko od domu